# Путешествие на Луну (фильм, 1912)
«Путешествие на Луну» — российский художественный фантастический фильм 1912 года, поставленный на киностудии «АО „А.ХАНЖОНКОВЪ и Ко“» режиссёр Владислав Старевич. Номер удостоверения 211076205, выдан в 2005 году. Фильм перешёл в общественное достояние.
Фильм входил в программу фестиваля «Циолковский» проводившегося 12 апреля 2021 года в Калуге, для показа его предоставил Госфильмофонд. В феврале 2022 года фильм показывался в городе Выборг в день российской науки в программе «Космос докосмической эпохи: космос на экране в 1910—1950-е годы». Демонстрировался на фестивале «Pacific Meridian» в категории «Ретроспективы. Космос в эпоху кино: Космос на экране в1910-1990-е годы. Из коллекции „Госфильмофонд“».
Рейтинг фильма 0+, показ на фестивале вели с пленки 35 миллиметров.

## Сюжет
Два генерала получают донесение о том, что некто летал на Луну. Они выпроваживают тех, кто об этом рассказал. Далее в небольшой комнате сбривают бороды и переодеваются. На улице загружают вещи в космический корабль и летят на Луну. Выйдя из корабля обнаруживают горы и снег, который начинает таять и прямо у них на глазах появляется растительность

## В ролях
- Андрей Громов
- Павел Кнорр
- Николай Нигоф

## Съёмки
Старевич начал работать над фильмом в ожидании создания специализированной анимационной секции на студии Ханжонкова Это был первый фильм режиссера с живым действием, в котором Владислв Старевич применил свои кинематографические таланты и новые приёмы
Согласно источнику Радио Свобода, от фильма сохранились только фрагменты старта корабля, его прилунения, нескольких шагов двух путешественников по спутнику Земли и пейзаж, фильм завершён не был, по утверждениям ассистента режиссёра Б.Михова, во время съёмок загорелся космический корабль, был  удушливый дым из-за чего съёмки пришлось свернуть.

## Показ
В феврале 2022 года «Центр мультимедиа Русского музея» стал местом для кинопоказов старых фантастических фильмов, раскрывающих представления о космосе в кинематографе «Докосмической эпохи» для современного зрителя. Фильм показывали среди прочих малоизвестных кинокартин XX-ого века на канале «Культура. РФ» и YouTube, за три дня их посмотрели 887 416 человек.

## Отзывы
По мнению кинокритика Франсуа Массарелли, фильм является данью уважения Мельесу, в любом случае по его мнению фильм обещал быть интересной научно-фантастической картиной, снятой за 12 лет до "Странной Аэлиты" русские доказали свою состоятельность, сняв продвинутый с точки зрения кинематографа фильм о завоевании космоса